# Леле, бато
Леле, бато је српски телевизијски филм из 2005. године. Режирао га је Миливоје Мишко Милојевић, а сценарио је писао Синиша Павић уз помоћ своје супруге Љиљане Павић.

## Кратак садржај
Тихомир Стојковић се прославио након серије Породично благо, и тезгари по Србији не би ли уновчио своју славу. Прима позив са РТС-а да треба да уручи кола наградном добитнику, али му његов ујка Житко погрешено преноси да су кола за њега. Након разних перипетија које га сналазе, он стиже у студио али и бата Ђоша хоће свој део.

## Улоге
| Глумац             | Улога                         |
| ------------------ | ----------------------------- |
| Предраг Смиљковић  | Тихомир Стојковић „Тика Шпиц“ |
| Бранимир Брстина   | Житомир „Житко“ Стојковић     |
| Богољуб Митић      | Ђорђе „Ђоша“ Стојковић        |
| Јелена Јовичић     | Водитељка Јасмина Тихомировић |
| Ненад Јездић       | Саобраћајац                   |
| Предраг Ејдус      | Доктор Јаковљевић             |
| Љиљана Стјепановић | Медицинска сестра             |
| Исидора Минић      | Медицинска сестра Рада        |
| Миљана Кравић      | Болничарка Бранка             |
| Тијана Чуровић     | Водитељка емисије             |
| Слободан Нинковић  | Доцент Ракочевић              |
| Јелена Чворовић    | Госпођа Павловић              |
| Душан Почек        | Професор Малобабић            |
| Димитрије Илић     | Пекар                         |
| Мелита Бихали      | Пекарка Ленче                 |
| Анђелка Ристић     | Пекарка Јулче                 |
| Ива Штрљић         | Госпођица која меша коверте   |
| Јелена Михајловић  | Секретарица Буба              |
| Радојко Јоксић     |                               |
| Саша Кузмановић    |                               |
| Игор Дамњановић    |                               |
| Тадија Селаковић   |                               |
| Маша Живковић      |                               |
| Милета Михајловић  |                               |
| Миленко Адамов     |                               |